# Tîșkivka, Icinea
Tîșkivka (în ucraineană Тишківка) este un sat în comuna Sezkî din raionul Icinea, regiunea Cernihiv, Ucraina.

## Demografie
Componența lingvistică a localității Tîșkivka
     Ucraineană (97,22%)
     Rusă (2,78%)
Conform recensământului din 2001, majoritatea populației localității Tîșkivka era vorbitoare de ucraineană (97,22%), existând în minoritate și vorbitori de rusă (2,78%).